# Phare de Na Popia
Le Phare de Na Popia est un phare situé sur le point culminant de la petite île de Sa Dragonera à 700 m de Majorque, dans l'archipel des Îles Baléares (Espagne). Il est désaffecté depuis 1910.

## Histoire
Le phare de Na Popia   a été conçu par Antonio López et Montalvo et inauguré le 30 mars 1852. Comme phare de troisième ordre, il émettait une lumière blanche fixe avec une occultation toutes les deux minutes, produite par des lentilles d'un objectif catadioptrique. C'est une tour ronde en maçonnerie de 12 m de haut, avec galerie et lanterne, attenante à une maison de gardiennage d'un étage, en deux niveaux. Le bâtiment avait été conçu à différents niveaux pour tirer parti de la forte pente du site. Il a été érigé sur le point culminant de l'île à 352 m et a été le phare espagnol le plus haut au-dessus du niveau de la mer.
Cette hauteur exagérée le rendait peu ou pas du tout visible durant les tempêtes ou de forts brouillards, ce qui a conduit son arrêt en 1910 pour être remplacé par deux autres phares construits à chaque extrémité de l'île, le phare de Tramuntana et le phare de Llebeig. Dans la deuxième décennie du XXe siècle, le bâtiment a été remis au ministère des Finances. Le système optique a été démonté et envoyé à Valence pour être réutilisé.
Abandonné pendant un siècle il est en mauvais état. Le site du phare fait partie des visites établies par le Parc naturel de Sa Dragonera .
Identifiant : ARLHS : BAL-097 .